# Onni Gideon
Onni Gideon (Balashov, 7 de abril de 1921-Helsinki, 25 de julio de 1994) fue un músico y director de orquesta finlandés.

## Biografía
Su nombre completo era Onni Gideon Tervonen, y nació en Balashov, Rusia, aunque su familia se trasladó a Finlandia en el mismo año de su nacimiento.
Gideon es conocido por tocar la steel guitar y la guitarra hawaiana, aunque tocó también instrumentos como el contrabajo y el violín. La primera banda en la que tocó música hawaiana fue la Oahu Trio, fundada en 1941, que más adelante grabó y tocó como Aloha Hawaii. ”Hawaiian rock”, lanzado por Onni Gideon en 1957, fue probablemente  el primer disco de rock totalmente finlandés, siendo su canción más conocida ”Tiikerihai”.
En la década de 1950 la banda de Onni Gideon acompañó a Olavi Virta y Annikki Tähti, entre otros artistas. Uno de los temas más conocidos grabados por su grupo fue ”Kuningaskobra”.
El quinteto de Onni Gideon estaba formado por él mismo al contrabajo y la guitarra hawaiana, Herbert Katz a la guitarra eléctrica, Ville Katz a la batería, Teuvo Suojärvi al piano, la armónica y el órgano eléctrico, y Ossi Malinen al saxofón tenor y la flauta.
Además, en la década de 1960 Onni Gideon se hizo también famoso en televisión interpretando al payaso Onni en el programa infantil Sirkus Papukaija. Otra actividad en la misma época fue proporcionar espectáculos a la naviera Silja Line, en cruceros en Navidad y Año Nuevo en los que el mismo Onni Gideon actuaba tocando el violín y la guitarra hawaiana y encarnando al payaso Onni.
Empleado igualmente por Yleisradio hasta 1976, Gideon actuó en la película de Juha Tapaninen Iskelmäprinssi (1991), encarnando al propietario de una tienda de música e interpretando el tema ”Hawaiian Rock”.
Onni Gideon falleció en Helsinki, en el año 1994. El cantante Kai Gideon es hijo suyo.

## Discografía
- 1957 : Hawaijitunnelmia
- 1989 : Aloha oe, Hopeinen Kuu, HK 1001
- 2010 : Onni Gideonin kvintetti